# Baltic Exchange
De Baltic Exchange, voluit Baltic Mercantile and Shipping Exchange, is een scheepvaartbeurs die gevestigd is in het hartje van Londen. Als belangrijkste beurs in de scheepvaart verstrekt ze tal van informatie inzake het vervoer van goederen over zee.

## Geschiedenis
Door de groeiende overzeese handel werden meer en meer transacties uitgevoerd tussen kopers en verkopers van graan en schepen. Er werd gezocht naar een geschikte locatie waar men kon onderhandelen over de vrachtprijzen en informatie kon verspreiden. De eerste bijeenkomsten vonden plaats in openlucht in Lombard Street maar al gauw had men nood aan een overdekte vergaderplaats. In 1567 werd de Royal Exchange opgericht, een gebouw dat voldeed aan alle eisen van de bezoekers.
Honderd jaar later, in 1666, brandde het gebouw af en vanaf dan werden alle bijeenkomsten gehouden in nabijgelegen Koffiehuis. Een van de bekendste koffiehuizen was Virginia Wine House, wat gevestigd was net achter de Royal Exchange. Na de opening van een nieuw Royal Exchange gebouw in 1669, bleef de meerderheid van de bezoekers toch vergaderen in de koffiehuizen. Het koffiehuis Virginia Wine House veranderde in de loop der jaren in Virginia Coffeehouse, Virginia and Maryland Coffeehouse en in 1744 in Virginia and Baltic(k) Coffeehouse. De laatst gekozen benaming kwam er omdat de meerderheid van de vaste bezoekers in deze streken handel dreven.
In 1748 vernielde een hevige brand een groot aantal koffiehuizen. De Virginia and Baltic bleef overeind en kreeg nadien nog meer bezoekers over de vloer. Enkele jaren later werd de naam van het koffiehuis andermaal veranderd naar Baltic Coffeehouse. Deze naamswijziging gebeurde omdat men vertrouwen had in de huidige en toekomstige rol  van de handel in de Baltische regio. De naam bleef bestaan, ook na de uitbreiding van de handel naar andere streken. De Royal Exchange werd in 1838 opnieuw vernietigd door een brand. Het derde, en ook laatste, Royal Exchange gebouw werd in 1844 geopend.
Intussen werd de vergaderruimte van de Baltic Coffeehouse te klein om er alle leden in onder te brengen. De verhuizing naar een nieuw gebouw in Threadneedle Street vond plaats in 1857. Vanaf dan werd het bedrijf een zelfstandig vennootschap: Baltic Company Limited.
In 1892 werd de London Shipping Exchange opgericht: een rivaliserend bedrijf. De Exchange gaf informatie over alle markten, niet alleen over graanmarkten zoals de Baltic. Het lidmaatschap was bij hen ook goedkoper. Er werden in 1900 plannen gesmeed om beide bedrijven samen te voegen. Drie jaar later vond dan de officiële opening plaats van Baltic Mercantile and Shipping Exchange in St Mary Axe, Londen.
In 1985 werd de Baltic Freight Index (BFI) geïntroduceerd, een overzicht van vooraf gedefinieerde routes en verschillende vrachten bestaande uit droge lading. De leden verstrekten dagelijks informatie over de tarieven die tot stand waren gekomen, die vervolgens werden gemiddeld en de uitkomsten werden gepubliceerd. De Baltic Dry Index (BDI) is een veel gebruikte marktindicator voor de markt voor droge bulkschepen. Op deze index zijn derivaten ontwikkeld waarmee reders en bevrachters zich kunnen indekken tegen ongunstige vrachttarieven. Dit leidde uiteindelijk tot de ontwikkeling van de Forward Freight Agreements (FFA).
Een terroristische aanslag vernietigde het gebouw in 1992. Bij de aanslag kwamen drie mensen om het leven en raakten vele anderen gewond. De Baltic Exchange verhuisde tijdelijk naar het Lloyd's Building. Wederopbouw van het vernietigde gebouw was geen optie en het terrein werd verkocht. Op 15 mei 1995 verhuisde de beurs naar een nieuw gebouw op het adres St Mary Axe 38.
In september 2016 stemden de aandeelhouders in met een overnamebod van de Singapore Exchange. De laatste neemt alle aandelen van de 228 aandeelhouders over voor 87 miljoen pond. Singapore Exchanges zoekt uitbreiding buiten haar traditionele werkgebied en scheepvaart past hierbinnen.

## Taken
De Baltic Exchange is een vergaderplaats voor scheepseigenaars, charterers, scheepsmakelaars, financiële instellingen, etc.
Het bedrijf is een dagelijkse bron voor informatie zoals:
- dagelijks nieuws
- routetarieven
- vrachttarieven
- Forward Freight Agreements

Er worden ook dagelijks zes indexen voor vervoerskosten van droge en natte (vloeibare) lading gepubliceerd, namelijk:
- Baltic Dry Index
- Baltic Panamax Index (BPI)
- Baltic Capesize Index (BCI)
- Baltic Handysize Index (BHSI)
- Baltic Tanker Dirty Index
- Baltic Tanker Clean Index

Naast bovenvermelde activiteiten biedt de Baltic de mogelijkheden voor het aan- of verkopen van schepen en het oplossen van disputen.
Ieder kwartaal wordt een magazine uitgegeven, met de laatste ontwikkelingen, analyses en toekomstige trends.

## Naslagwerk
- (en)  Barty-King, Hugh The Baltic Exchange: The history of a unique market. (1977) ISBN 0-09-128050-8